# Oberschänke
Die Oberschänke ist ein über 500 Jahre altes, meist gastronomisch genutztes Anwesen am Anger Altkötzschenbroda des Radebeuler Stadtteils Kötzschenbroda. Das heute denkmalgeschützte Gebäude bildet den östlichen Abschluss sowohl des Angers als auch des Kirchvorplatzes der Friedenskirche. Die südlichen Nebengebäude der Oberschänke bilden eine Grenzwand des Kirchhofs.

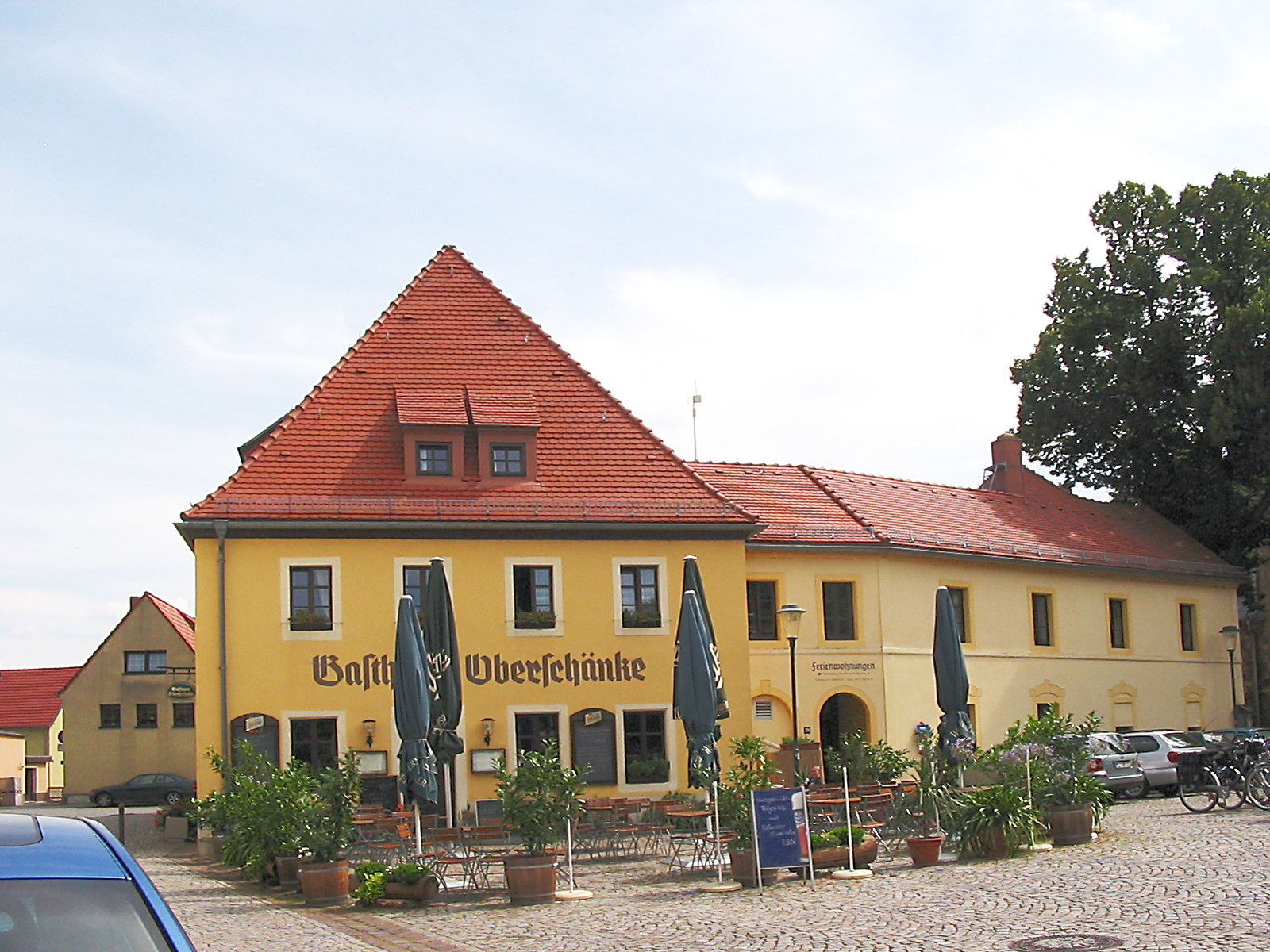
Oberschänke, vom Anger Altkötzschenbroda aus. Links der Hauptbau, rechts mehrere Nebengebäude, die die Ostseite des Kirchhofs einfassen.

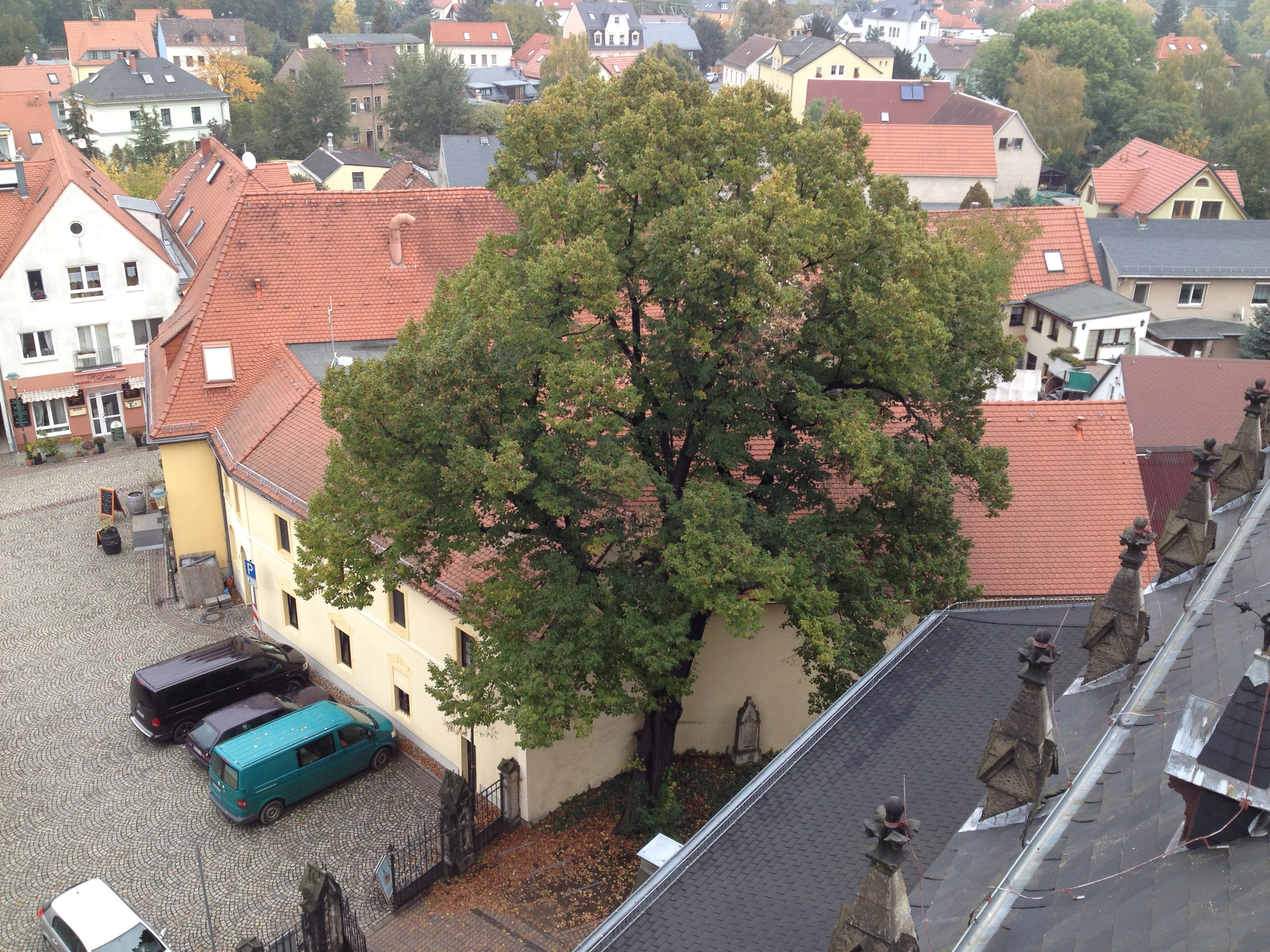
Oberschänke, vom Turm der Friedenskirche aus

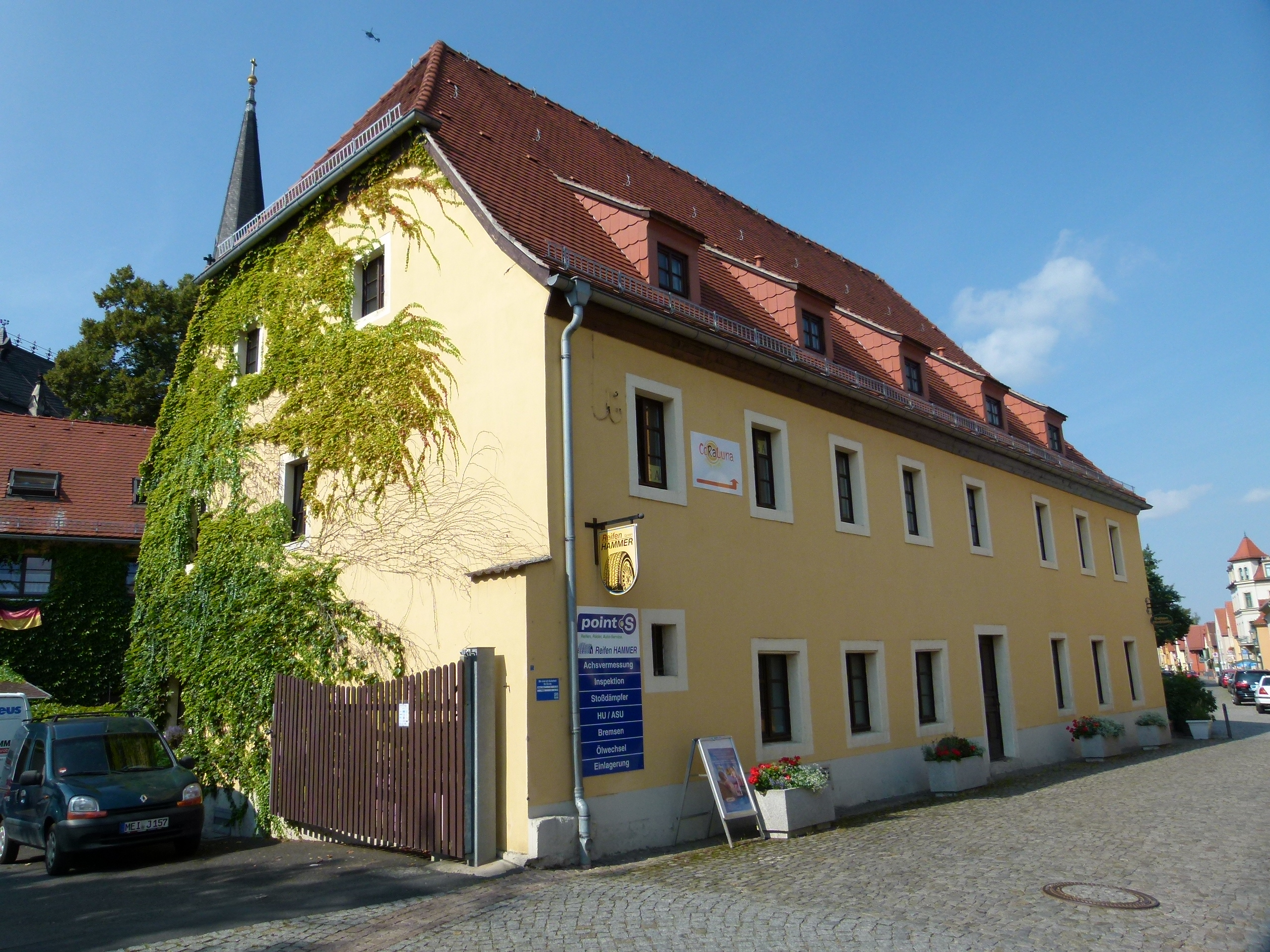
Oberschänke: Der Hauptbau, von der Ostseite aus

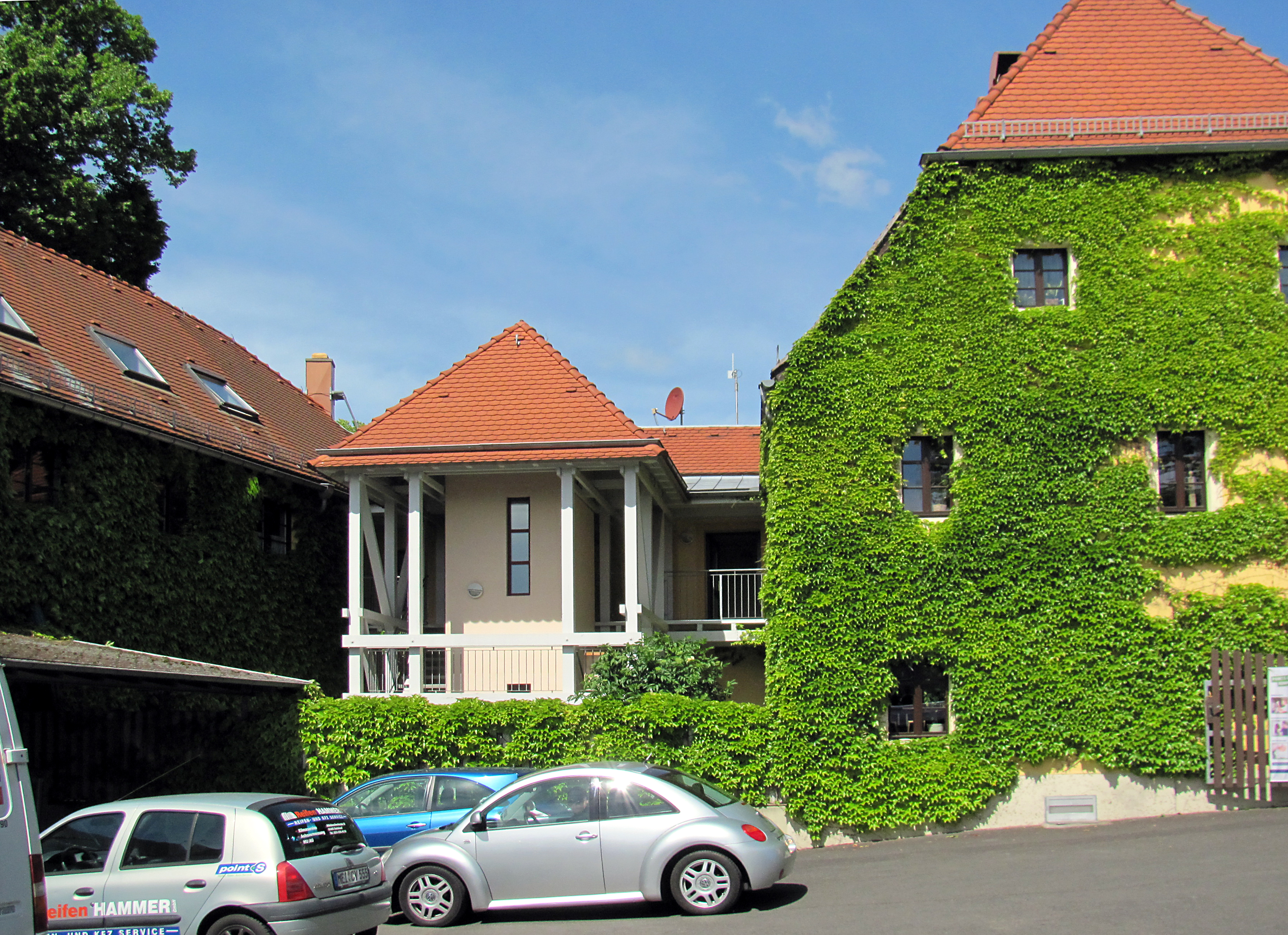
Oberschänke, Rückseite vom Innenhof aus. Hinter dem Fotografen erstreckt sich nach Osten ein noch größerer Innenhofteil eines Kfz-Betriebs, der die Ausmaße des ehemaligen Gutshofs ergänzt.

Die Oberschänke stand bereits zu DDR-Zeiten ab 1979 im Zusammenhang mit der Friedenskirche und dem Pfarrhaus als Denkmal der Architektur unter Denkmalschutz.

## Beschreibung
Der markante zweigeschossige Putzbau mit hohem Ziegel-Walmdach und vier Fensterachsen steht mit der Giebelseite zum Anger, während die Traufseite mit acht Achsen an einem Straßendurchgang zum alten Dorfkern von Fürstenhain steht. Die an das Hauptgebäude südlich angrenzenden Nebengebäude, in denen früher die Brauerei, die Darre sowie weitere Wirtschaftsräume untergebracht waren, stehen mit der Traufseite zum Anger und schließen diesen nach Osten ab. Im Süden grenzen sie direkt an den Kirchhof, wo sie diesen nach Norden abschließen.

## Geschichte
Kötzschenbroda wurde 1226 als Schozebro erstmals erwähnt, dort befand sich der Herrensitz von Zisimo de Schozebro. Dieser Rittersitz befand sich „an der Stelle der Oberschänke an der höchsten Stelle des Geländes“, wie dort „im Luftbild durch die Stellung von Scheunen deutlich erkennbar“ ist. 1497 wurden in den ältesten erhaltenen Kötzschenbrodaer Dorfrügen, nach dem Schreiber auch Thanneberger Rügen genannt, zwei bereits bestehende Kretzscham (Brauschenkengüter) erwähnt, die Oberschänke am Markt bei der Friedenskirche sowie die Niederschänke (heute Goldener Anker). Die Lage der Oberschänke am alten Marktplatz direkt neben der Kirche führt zu der Schlussfolgerung, dass die Geschichte des Oberschänkenguts als des älteren der beiden Kretzschams bis in die Gründungszeit des Dorfes zurückgeht. 1508 wurde Gregor Vogt als ältester namentlich bekannter Oberkretzschmar (Brauschankwirt) genannt.
Die Dorfbrände von 1598 und 1672 vernichteten Schankwirtschaft und Brauerei, 1693 war es ein selbstverschuldeter Brand, der die Ställe, die Scheune, ein Auszugshaus sowie eine Weinpresse zerstörte. Die danach wieder aufgebauten Gebäude bilden den Kern des heutigen Gasthauses.
Am 29. Juli 1694 wird im Heiratsregister Kötzschenbrodas die Heirat von Martin Trache und Regina Finck vermerkt. Ihr Vater Martin Finck wird als Pachtschänkens der Oberschänke genannt
Im Geburten- und Taufeintrag Von Christina Franz, Tochter von Hannß Franz des Niederen zu Kötzschenbroda wird im Kirchenbuch Kötzschenbrodas am 29. Dezember 1700 als Pathe Christina Franz, Tochter des Pachtschänkens der Oberschänke, Martin Franz, genannt.
Egidius Schließer, Sohn von Martin Schließer und Ursula Petzolt, wird am 8. Januar 1699 und am 25. Februar 1704 als Schänk- und Gastwirt der Oberschenke im Kirchenbuch Kötzschenbrodas belegt. Er war verheiratet mit Maria Frietzsche. Ihre gemeinsame Tochter Anna Maria Schließer heiratete in erster Ehe am 25. November 1716 einen Martinus Kunze, Sohn von Hannß Kunze. Hannß war auch Schänk- und Gastwirt, jedoch in Zitzschewig. Martinus Kunze wird am 13. April 1727 und am 10. Mai 1730 als Schänk- und Gastwirt der Oberschenke im Kirchenbuch Kötzschenbrodas belegt. Martinus Kunze wurde jedoch nicht sehr alt und starb am 13. April 1727. Anna Maria Schließer heiratete daraufhin am 10. Mai 1730 Johann Adam SEYFFERT (auch andere Schreibweisen des Nachnamens liegen vor). Dessen Vater war Christoph Seiffert, ein Salfuhrmann aus Lichtenberg, wahrscheinlich bei Pulsnitz. Johann Adam SEYFFERT hat in die Gastronomiefamilie Schließer eingeheiratet und war fortan der Neu Schänk- und Gastwirt des Brauschankguts.
Bis 1847 besaß die Familie Seifert das Brauschankgut. Das barocke Familiengrab von Karl August Seifert (1799–1843) steht auf dem benachbarten Kirchhof.
1742 verklagten die Brauwirte der Oberschänke, der Niederschänke und des Gasthofs in Naundorf den Schankwirt der Winkelschänke auf dem nördlich gelegenen Weinberg Liborius, in seinem Weinausschank unerlaubt Bier aus Cossebaude und Oberwartha auszuschenken. Die Klage wurde jedoch abschlägig beschieden, da „die Kötzschenbrodaer Richter und Gerichtsschöppen das Bier der eigenen Schenken als schlecht und untrinkbar“ bezeichneten.
1857 wurde das Gut in Teilen an verschiedene Besitzer verkauft. 1858 beantragte der Gemeindevorstand beim Gerichtsamt in Dresden den Umbau des Hauptgebäudes. Dabei wurde es als massives Untergeschoss mit einem Fachwerk-Obergeschoss mit Saal beschrieben.
Die Brauerei mit der Gaststätte ging 1869 an den Braumeister Julius Hermann Große, in dessen Familie der Besitz bis 1965 verblieb. Der Braubetrieb der Brauerei Kötzschenbroda Julius H. Große wurde 1915 eingestellt und ab spätestens 1920 wieder als Brauerei Paul Große aufgenommen, später unter dem Namen Martha Große bis in den Zweiten Weltkrieg weitergeführt. Im Jahr 1952 wurde die Gaststätte aufgegeben.
Nach umfangreicher Sanierung wurde 1996 die Gaststätte wieder eröffnet.